# 格蘭泰
格兰泰（德語：Grünenthal GmbH）是德国最大的和镇痛药研究和生产企业之一，拥有最现代化的研究所和生产厂，具有独立完备的新药开发能力。沙利竇邁（Thalidomide）是格蘭泰最“著名”的產品之一。

## 反应停事件
20世纪50年代，格兰泰公司的沙利竇邁投入使用后不久，在欧洲、澳大利亚、加拿大和日本等国导致不少新生儿先天四肢残缺。由格兰泰公司的沙利竇邁造成的海豹肢症（Phocomelia）畸形胎儿，历史上将这一事件称为反应停事件。格兰泰公司随后发现，这种药品对新生儿的危害不仅是四肢，可能导致眼睛、耳朵、心脏和生殖器官等方面缺陷。1961年起，这种药品已禁止销售，但格兰泰公司始终拒绝承担责任。直至2012年，格兰泰公司首席执行官哈拉尔德·斯托克发表談話，50年来首次就药品沙利竇邁致新生儿先天畸形道歉。

## 連結
- Grünenthal homepage
- EFIC-Grünenthal-Grant homepage （页面存档备份，存于）